# Psilocerea gratiosa
Psilocerea gratiosa là một loài bướm đêm trong họ Geometridae.